# Liste der Kulturdenkmale in Tiefthal
Die Liste der Kulturdenkmale in Tiefthal enthält die Kulturdenkmale des Ortsteils Tiefthal der thüringischen Landeshauptstadt Erfurt, die vom Thüringischen Landesamt für Denkmalpflege und Archäologie als Bau- und Kunstdenkmale auf dem Gebiet der Stadt mit Stand vom 24. April 2025 erfasst wurden.

## Legende
- Bild: zeigt ein Bild des Kulturdenkmals und gegebenenfalls einen Link zu weiteren Fotos des Kulturdenkmals im Medienarchiv Wikimedia Commons
- Bezeichnung: Name, Bezeichnung oder die Art des Kulturdenkmals
- Lage: Wenn vorhanden Straßenname und Hausnummer des Kulturdenkmals; Grundsortierung der Liste erfolgt nach dieser Adresse. Der Link Karte führt zu verschiedenen Kartendarstellungen und nennt die Koordinaten des Kulturdenkmals.
 Kartenansicht, um Koordinaten zu setzen – in dieser Kartenansicht sind Kulturdenkmale ohne Koordinaten mit einem roten bzw. orangen Marker dargestellt und können in der Karte gesetzt werden. Kulturdenkmale ohne Bild sind mit einem blauen bzw. roten Marker gekennzeichnet, Kulturdenkmale mit Bild mit einem grünen bzw. orangen Marker.
- Datierung: gibt das Jahr der Fertigstellung beziehungsweise das Datum der Erstnennung oder den Zeitraum der Errichtung an
- Beschreibung: bauliche und geschichtliche Einzelheiten des Kulturdenkmals, vorzugsweise die Denkmaleigenschaften
- ID: Die ID identifiziert das Kulturdenkmal eindeutig. In Thüringen sind aktuell keine IDs veröffentlicht. In der ID-Spalte kann sich auch folgendes Icon  befinden, dies führt zu Angaben zu diesem Kulturdenkmal bei Wikidata.

## Liste der Kulturdenkmale in Tiefthal
| Bild                           | Bezeichnung                                 | Lage                             | Datierung | Beschreibung                             | ID |
| ------------------------------ | ------------------------------------------- | -------------------------------- | --------- | ---------------------------------------- | -- |
| BW                             | Saalbau des Gasthauses                      | Alte Mühlhäuser Straße 2 (Karte) |           | einzelnes Kulturdenkmal                  |    |
| weitere Bilder Fotos hochladen | Evangelische Pfarrkirche St. Peter und Paul | Am Weißbach o. Nr. (Karte)       |           | mit Ausstattung; einzelnes Kulturdenkmal |    |
| weitere Bilder Fotos hochladen | Kirchhof                                    | Am Weißbach o. Nr. (Karte)       |           | einzelnes Kulturdenkmal                  |    |
| BW                             | Grabmal                                     | Am Weißbach o. Nr. (Karte)       |           | einzelnes Kulturdenkmal                  |    |
| Fotos hochladen                | Wohnhaus                                    | Am Weißbach 7 (Karte)            |           | einzelnes Kulturdenkmal                  |    |
| Fotos hochladen                | Haustür                                     | Am Weißbach 7 (Karte)            |           | einzelnes Kulturdenkmal                  |    |
| Fotos hochladen                | Gehöft                                      | Am Weißbach 8 (Karte)            |           | einzelnes Kulturdenkmal                  |    |
| BW                             | Gehöft                                      | An der Leite 2 (Karte)           |           | einzelnes Kulturdenkmal                  |    |
| Fotos hochladen                | Feuerwehr-Schlauchturm                      | Bachstraße o. Nr. (Karte)        |           | einzelnes Kulturdenkmal                  |    |
| BW                             | Haustür                                     | Bachstraße 7 (Karte)             |           | einzelnes Kulturdenkmal                  |    |
| BW                             | Wohnhaus                                    | Lange Straße 5 (Karte)           |           | einzelnes Kulturdenkmal                  |    |
| BW                             | Wohnhaus                                    | Lange Straße 10 (Karte)          |           | einzelnes Kulturdenkmal                  |    |
| BW                             | Wohnhaus                                    | Lange Straße 11 (Karte)          |           | einzelnes Kulturdenkmal                  |    |